# Haddaway
Alexander Nestor Haddaway, více známý pod svým uměleckým jménem Haddaway (* 9. ledna 1965 Port of Spain), je trinidadský zpěvák. Nejvíce je známý pro svůj celosvětový hit What Is Love z roku 1993. Je to jedna z nejznámějších eurodance písní na světě a také je 62. nejprodávanějším singlem. Jeho ostatní hity jako Life, I Miss You, Rock My Heart, Fly Away se v hitparádě umístily v Top 10.

## Diskografie

### Studiová Alba
- The Album 1993
- Fly Away 1995
- Let's Do It Now 1998
- My Face 2001
- Love Makes 2002
- Pop Splits 2005
- Crucified 2010

### Kompilace
- All The Best: His Greatest Hits 1999
- Best Of Haddaway: What Is Love 2004

### Singly
- What Is Love 1993
- Life 1993
- Rock My Heart 1994
- Fly Away 1995
- Catch A Fire 1995
- Who Do You Love 1998
- I Love The 90's ft. Dr. Alban 2008
- What Is Love 2k9 2009
- You Gave Me Love 2010